# Каменоострвска палата
Каменоострвска палата (рус. Каменноостровскиј дворец) је бивша царска палата на југозападном рту острва Камени у Санкт Петербургу.
Неокласично здање је 1770-их година наручила Катарина Велика за свог сина Павла. Речно прочеље палате разбија осам дорских стубова. Резиденција је изграђена под општим надзором Јурија Фелтена. Ентеријере је дизајнирао Винћенцо Брена имитирајући Пиранезијеве радове у Риму. Жан Франсоа Томас де Томон био је одговоран за реновирање баште.